# Nikolai Berzarin

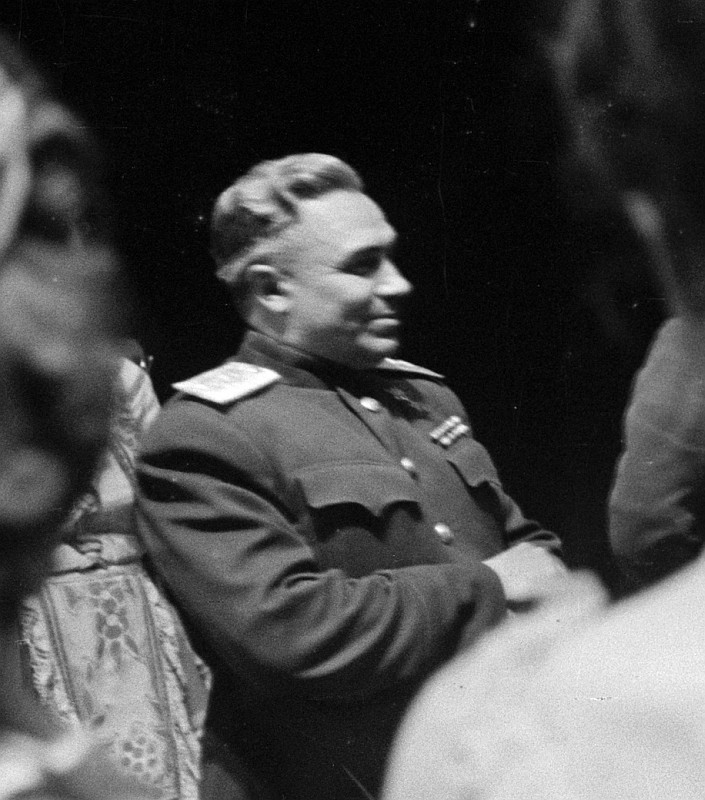
Nikolai Berzarin în Berlin, (1945)

Nikolai Erastovici Berzarin (ru. Николай Эрастович Берзарин) (n. 1 aprilie 1904, St. Petersburg; d. 16 iunie 1945, Berlin) a fost un general al Armatei Roșii în timpul regimului lui Stalin și în al doilea război mondial, faimos pentru numeroasele sale crime de război împotriva populației civile din Țările Baltice și Germania. În iunie 1941 a fost responsabilul pentru deportarea a 47.000 baltici către Uniunea Sovietică.. În 1945 a devenit comandantul forțelor de ocupație sovietice din Berlin. La 16 iunie 1945, după 55 zile în funcție, el a murit într-un accident de motocicletă, într-un convoi de camioane din Berlin, la vârsta de 41 ani. 